# Romano Schmid
Romano Christian Schmid (sinh ngày 27 tháng 1 năm 2000) là một cầu thủ bóng đá chuyên nghiệp người Áo thi đấu ở vị trí tiền vệ tấn công cho câu lạc bộ Werder Bremen tại Bundesliga và đội tuyển quốc gia Áo.

## Thống kê sự nghiệp

### Câu lạc bộ
Tính đến 18 tháng 5 năm 2024
| Câu lạc bộ            | Mùa giải            | Giải đấu               | Giải đấu | Giải đấu | Cúp quốc gia | Cúp quốc gia | Châu ÂU | Châu ÂU | Tỏng cộng | Tỏng cộng | Ref.  |
| Câu lạc bộ            | Mùa giải            | Hạng đấu               | Trận     | Bàn      | Trận         | Bàn          | Trận    | Bàn     | Trận      | Bàn       | Ref.  |
| --------------------- | ------------------- | ---------------------- | -------- | -------- | ------------ | ------------ | ------- | ------- | --------- | --------- | ----- |
| Sturm Graz            | 2016–17             | Austrian Bundesliga    | 1        | 0        | 0            | 0            | –       | –       | 1         | 0         | [ 4 ] |
| Sturm Graz            | 2017–18             | Austrian Bundesliga    | 2        | 1        | 1            | 0            | –       | –       | 3         | 1         | [ 4 ] |
| Sturm Graz            | Tỏng cộng           | Tỏng cộng              | 3        | 1        | 1            | 0            | 0       | 0       | 4         | 1         | —     |
| FC Liefering          | 2017–18             | Austrian First League  | 24       | 8        | 0            | 0            | –       | –       | 24        | 8         | [ 3 ] |
| FC Liefering          | 2018–19             | Austrian Second League | 6        | 1        | 0            | 0            | –       | –       | 6         | 1         | [ 4 ] |
| FC Liefering          | Tổng cộng           | Tổng cộng              | 30       | 9        | 0            | 0            | 0       | 0       | 30        | 9         | —     |
| Red Bull Salzburg     | 2017–18             | Austrian Bundesliga    | 1        | 0        | 0            | 0            | –       | –       | 1         | 0         | [ 4 ] |
| Werder Bremen         | 2020–21             | Bundesliga             | 22       | 0        | 3            | 0            | —       | —       | 25        | 0         | [ 4 ] |
| Werder Bremen         | 2021–22             | 2. Bundesliga          | 33       | 3        | 1            | 0            | —       | —       | 34        | 3         | [ 4 ] |
| Werder Bremen         | 2022–23             | Bundesliga             | 27       | 1        | 2            | 1            | —       | —       | 29        | 2         | [ 4 ] |
| Werder Bremen         | 2023–24             | Bundesliga             | 33       | 4        | 1            | 0            | —       | —       | 34        | 4         | [ 4 ] |
| Werder Bremen         | Tổng cộng           | Tổng cộng              | 115      | 8        | 7            | 1            | 0       | 0       | 122       | 9         | —     |
| Wolfsberger AC (mượn) | 2018–19             | Austrian Bundesliga    | 12       | 1        | 0            | 0            | —       | —       | 12        | 1         | [ 4 ] |
| Wolfsberger AC (mượn) | 2019–20             | Austrian Bundesliga    | 25       | 2        | 2            | 1            | 6       | 0       | 33        | 3         | [ 4 ] |
| Tổng cộng sự nghiệp   | Tổng cộng sự nghiệp | Tổng cộng sự nghiệp    | 186      | 21       | 10           | 2            | 6       | 0       | 202       | 23        |       |

### Quốc tế
Tính đến 2 tháng 7 năm 2024
| Đội tuyển | Năm       | Trận | Bàn |
| --------- | --------- | ---- | --- |
| Áo        | 2022      | 3    | 0   |
| Áo        | 2023      | 4    | 0   |
| Áo        | 2024      | 8    | 1   |
| Tổng cộng | Tổng cộng | 15   | 1   |

Tính đến 25 tháng 6 năm 2024
Điểm số và kết quả liệt kê số bàn thắng của Áo trước, cột điểm số cho biết số điểm sau mỗi bàn thắng của Schmid
| Ngày                | Địa điểm                        | Trận | Đối thủ | Bàn thắng | Kết quả | Giải đấu       |
| ------------------- | ------------------------------- | ---- | ------- | --------- | ------- | -------------- |
| 25 tháng 6 năm 2024 | Westfalenstadion, Dortmund, Đức | 14   | Hà Lan  | 2–1       | 3–2     | UEFA Euro 2024 |